# 外王内帝
外王内帝（がいおうないてい、Ngoại Vương Nội Đế）は、中国の冊封体制のもとでの朝貢国が、外部的には、国王を称するが、内部的には、皇帝を称する二重システムである。

## ベトナムの外王内帝

### 安南・越南
ベトナムでは李朝の英宗時代の1174年以降、その君主が中国王朝から「安南国王」として冊封されていたが、同時に「大越」の国号を称し、国内的には皇帝を自称していた。その後、陳朝時代のモンゴル帝国（元朝）との戦争、明朝による短期間の支配とそれからの独立などを経て、ベトナムは「南国」として中国（「北国」）と対等な地位に立つ文明国であるとする自意識が形づくられるようになった。また同時に、シャム・チャンパ・ラオス・カンボジアなど近隣諸国家・民族よりも文化的に一段高い位置にあり、これらを藩属として従えるべきであるとの小中華思想も成立した。
以上のような対外認識は阮朝の明命帝時代に体系化され、ベトナムを中国すなわち「北朝」に相対する「南朝」と呼び、その君主は中国皇帝と同様に「天子」「皇帝」を称し、国内での勅令、および、中国以外の外国使節（フランスなどヨーロッパ諸国を含む）との接見においては「大南国大皇帝」の称号を使用していた。しかしその一方で阮朝は中国（清）からは「越南国王」としての冊封を受けていたため、北京に派遣されたベトナムの使節は国王の代理人として、中国皇帝の前で跪く儀礼をとった。だが国内向けの文書では中国との国交を「邦交」と称し、対等外交であることを暗に示唆した。

## 朝鮮の外王内帝

### 渤海
貞恵、貞孝姫の墓誌銘には、父の文王(大欽茂)を『皇上』で表現した。この言葉は、臣下が皇帝を呼ぶときに使用するものである。文王は渤海歴代の王たちがそうだったよう即位当時から大興、774年から宝暦、780年代に戻って大興と独自の元号を使用しており、唐と同等の帝国を目指していた。

### 高麗
元宗の代から元朝服属したが、それ以前の高麗は独自の君主であったことから、中国に対しては国王と称していたが、国内では皇帝や天子といった呼称も使用していた。モンゴル干渉期前後に君主の敬称は陛下→殿下，君主の自称朕→孤，君主の子称太子→世子だった。

## 日本の外王内帝

### 南朝
南朝時代には、懐良親王が倭寇の取り締まりを条件に明朝から冊封を受け、「良懐」の名で日本国王の称号を受けている。国内では生涯を通して征西大将軍として南朝の一翼を担い続け、日本国王や天皇の号を称することはなかった。

### 室町幕府
足利義満の代から明朝服属したが、「日本国王」の称号を獲得し、中華皇帝に臣従する外臣として認知され、華夷秩序における国王として承認された。これにより足利家が日明貿易の主導権を握った。中国に対しては国王と称していたが、国内ではあくまで征夷大将軍であり、日本国王の号や天皇の号を称することはなかった。今谷明など皇位簒奪の意図があったとする説もあるが近年では批判が多く支持する研究者は少ない。

### 日本国王号と天皇
ベトナムや朝鮮の王朝と異なり、日本では「天皇」と「国王」を一人の君主が併用することは遣唐使の廃止以降なかった。懐良親王や足利義満は天皇の臣下の立場であり、皇族ではない足利義満は「陪臣に過ぎない」として一度明から冊封を拒まれているが、中国沿岸部を紊乱する倭寇の取り締まりを期待し妥協することになった。

## 注記
1. ↑  松本信広『ヴェトナム民族小史』〈岩波新書〉1969年、63頁。
2. ↑  古田元夫『ベトナムの世界史』東京大学出版会、1995年、16頁。
3. ↑  坪井善明『ヴェトナム：「豊かさ」への夜明け』〈岩波新書〉1994年、16頁。
4. ↑   『高達寺元宗大師恵真塔』より